# ニート祭り
ニート祭り（にーとまつり）は、認定NPO法人ニュースタート事務局が毎年2月10日に開催するイベントである。

## 概要
認定NPO法人ニュースタート事務局が、2月10日を「にーとの日」として、2005年よりニートにまつわるイベントを開催している。ニートという言葉が日本に登場した最初期の頃から開催してきた計算になる。第1部ではニュースタート事務局がスタッフやニート当事者たちが朗読劇を上演。第2部のトークセッションでは、ニートかいわいで今をときめく「スーパースター」が勢揃いする。「人として成長するためにつらい経験は必要だ」という熱血根性論ではなく、「つらいことはつらいんだから、回避してもいいんじゃない？ もっと生きやすく生きようよ」という、ゆるめの肯定論を感じさせてくれるイベント。100人程の会場は満員となる。2021年は新型コロナウイルスのためオンライン開催となり、250人程が視聴した。
- 2012年（第7回）のタイトルは「ニートの国の幸福な僕たち」。会場は東京都世田谷区の下北沢アレイホール。路上パフォーマーの東方力丸さんによる「漫読ライブ」（漫画の朗読）のほか、ラッパー・D-BLACKさんのパフォーマンス、元ニートやひきこもりの人によるトークライブなど。[3]
- 2013年（第8回）のタイトルは「ニート・ひきこもり的感性が世界を救う」。会場は東京都世田谷区の下北沢アレイホール。渋谷109前などを歩く「ニート・ウォーク」、「劇団ほぼ無職」の公演、元ニートの若者らによるトークライブなど。小冊子「ニート・ひきこもり的感性が世界を救う」（116ページ）を配布。[4]
- 2017年（第11回）のタイトルは「あくせく働かない、その先の幸せ。」。会場は東京都世田谷区の「せたがやがやがや館」。参加費500円。トークライブゲストはpha（「ニートの歩き方」著者、「ギークハウス」発起人）、葉梨はじめ（山奥ニート、NPO法人「共生舎」スタッフ）。法人のブログにトークライブの抜粋を掲載。[5]

- 2018年（第12回）のタイトルは「ひきこもらず‶ニート的感性”で生きる！」。会場は東京都江戸川区の「船堀タワーホール」。参加費500円。トークライブゲストは葉梨はじめ（山奥ニート）、吉田かつや（Bライフニート）、小林園子（‶We need you!プロジェクト”代表）、山瀬健治（株式会社「ウチらめっちゃ細かいんで」COO※当時）。[6]

- 2019年（第13回）のタイトルは「‶ニート的感性”～その先の幸せへ」。会場は東京都世田谷区の「せたがやがやがや館」。参加費500円。トークライブゲストは若新雄純（「NEET株式会社」の代表取締役会長他）、葉梨はじめ（山奥ニート）、木本一颯（シェアハウス「いろり亭」運営）。[7]

- 2020年（第14回）のタイトルは「呼び覚ませ！ ‶ニート的感性”」。会場は東京都世田谷区の「せたがやがやがや館」。参加費500円。トークライブゲストは若新雄純（「NEET株式会社」の代表取締役会長他）、葉梨はじめ（山奥ニート）、吉田かつや（Bライフニート、YouTuber）、レンタルなんもしない人。動画はゲストの吉田かつやが自身のYouTubeチャンネルにて公開。[8]

- 2021年（第15回）のタイトルは「～‶ニート的感性”で、「働く・生きる」を考えてみませんか～」。YouTubeライブ配信。参加費無料。トークライブゲストは葉梨はじめ（山奥ニート）、大原扁理（「年収90万円で東京ハッピーライフ」他著者）、武田砂鉄（フリーライター）、木本一颯（シェアハウス「いろり亭」運営）。動画をニュースタート事務局公式YouTubeチャンネルで公開。[9]